# Božidar Maljković
Božidar Maljković (Otočac, Croàcia, 20 d'abril de 1952), és un entrenador de bàsquet serbi. Considerat un dels millors entrenadors de bàsquet d'Europa, ha triomfat en pràcticament tots els clubs als quals ha entrenat, guanyant nombrosos títols entre els quals destaquen quatre Eurolligues, aconseguides amb la Jugoplastika Split en dues ocasions, el Panathinaikos grec i el Llemotges francès.

## Clubs com a entrenador
- USCE Belgrad (Iugoslàvia): 1971-79.
- BKK Radnicki (Iugoslàvia): 1979-81.
- Estrella Roja de Belgrad (Iugoslàvia): 1981-1986 (Segon entrenador ajudant de Ranko Zeravica).
- Jugoplastika Split (Iugoslàvia): 1986-90.
- FC Barcelona (Catalunya): 1990-92.
- CSP Limoges (França): 1992-95.
- Panathinaikos (Grècia): 1995-97.
- Racing Paris SG (França): 1997-98.
- Unicaja Màlaga (Espanya): 1999-03.
- Reial Madrid (Espanya): 2004-06.
- TAU Vitòria (País Basc): 2007.
- Selecció de bàsquet d'Eslovènia: 2010-2014[1]
- Lokomotiv Kuban (Rússia): 2011-12.
- KK Cedevita: 2012[1]

## Palmarès com a entrenador

### Títols internacionals
- 4 Eurolligues:
  - 2 amb Jugoplastika Split: 1988 - 1989 i 1989 - 1990.
  - 1 amb el CSP Limoges: 1992 - 1993.
  - 1 amb el Panathinaikos Atenes: 1995 - 1996.
  - 1 vegada subcampió amb el FC Barcelona: 1990-1991.
- 1 Copa Korac; 2000-2001, amb l'Unicaja Màlaga.
  - 1 vegada subcampió: 1999-2000, amb l'Unicaja Màlaga.
- 1 Copa Intercontinental: 1996-1997, amb el Panathinaikos Atenes.

### Títols nacionals
- A Iugoslàvia:
  - 3 Lligues de Iugoslàvia: 1987 - 1988, 1988 - 1989 i 1989 - 1990, amb Jugoplastika Split.
  - 3 Copes de Iugoslàvia: 1987 - 1988, 1988 - 1989 i 1989 - 1990, amb Jugoplastika Split.
- A Espanya:
  - 1 Lliga ACB: 2004 - 2005, amb el Reial Madrid.
  - 1 vegada subcampió: 2001 - 2002, amb Unicaja Màlaga.
  - 1 Copa del Rei: 1990 - 1991, amb el FC Barcelona.
- A França:
  - 2 Lligues de França: 1992-1993 i 1993 - 1994, amb el Llemotges CSP.
  - 2 Copes de França: 1993-1994 i 1994 - 1995, amb el Llemotges CSP.
- A Grècia:
  - 1 Copa de Grècia: 1995 - 1996, amb el Panathinaikos Atenes.

## Consideracions personals
- 3 vegades nominat "Millor Entrenador Europeu", els anys 1989, 1993 i 1996, per la Revista "FIBA Basket".
- 2 vegades nominat "Millor Entrenador de la Lliga Francesa", les temporades 1992 - 1993 i 1993 - 1994, per l'Associació d'Entrenadors Francesos.